# 张茹 (篮球运动员)
张茹（1999年9月2日—），中国女子篮球运动员，2021年亞洲盃女子籃球賽银牌得主、2022年女子世界盃籃球賽银牌得主、2023年亞洲盃女子籃球賽金牌得主、2022年亚洲运动会女子篮球金牌得主。

## 外部連結
- 张茹在fiba.basketball（英语）
- 张茹在Basketball-Reference.com（國際）（英语）
- 张茹在Eurobasket.com（球員）（英语）
- 张茹在Olympedia（英语）